# Alfred Hofstetter
Alfred Hofstetter (Gais, 28 aprile 1869 – Gais, 22 settembre 1955) è stato un politico e avvocato svizzero.

## Biografia
Figlio di Katharina Koller e di Johannes Hofstetter (1832-1908), il quale fu socio di un'azienda attiva nel commercio di filati, membro del Gran Consiglio e del Consiglio di Stato. Frequentò la scuola cantonale di Trogen, fece la maturità a Zurigo nel 1888, e poi studiò diritto a Zurigo, Berlino, Losanna e Berna, conseguendo il dottorato nel 1894. Nello stesso anno aprì uno studio legale a Gais e fu consulente giuridico nel settore bancario. Nel 1896 sposò Frida Aerne, figlia di Johann Ulrich, fabbricante di tessili, giudice del tribunale d'appello e membro del Gran Consiglio per Urnäsch.
Ricoprì diverse cariche politiche: a Gais fu municipale tra il 1894 e il 1898) e poi sindaco dal 1901 al 1907. A livello cantonale fu membro del Gran Consiglio nei periodi 1900-1910 e 1921-1934, ricoprendo più volte il ruolo di presidente, e del Consiglio di Stato di Appenzello Esterno tra il 1910 e il 1919, in particolare nel Dipartimento dell'istruzione pubblica, degli affari comunali e della giustizia. Tra il 1921 e il 1931 divenne Consigliere nazionale. Esponente del partito radicale, si oppose principalmente all'aumento della spesa pubblica della Confederazione.  Fece parte di diversi consigli di amministrazione: a partire dal 1917 in quello della Cassa ipotecaria del canton San Gallo, in quello delle Forze motrici di San Gallo-Appenzello tra il 1914 e il 1931, e in quello della linea tranviaria elettrica San Gallo-Gais-Appenzello tra il 1920 e il 1946. Presiedette il consiglio di amministrazione dell'azienda di ricami Sonderegger & Co a Herisau tra il 1920 e il 1931. Nel 1922 si risposò con Maria Freund, figlia dell'agricoltore Ulrich Freund.